# Giuseppe Corradi
Giuseppe Corradi (6. červenec 1932, Modena, Italské království – 21. červenec 2002, Lanzo, Itálie) byl italský fotbalový obránce a trenér.

## Kariéra
Byl fotbalistou Juventusu v osmi sezonách. Přišel zde v roce 1951 z druholigové Modeny. Za Bianconeri odehrál 191 utkání a slavil s ní dvakrát titul v lize (1951/52 a 1957/58). V roce 1959 odešel do Janova, kde hrál dva roky a v roce 1961 odešel do Mantovy. Kariéru ukončil v roce 1966 v regionálním klubu Marsala.
Za reprezentaci debutoval 16. července 1952 na OH 1952 proti USA (8:0). Do posledního utkání dne 9. listopadu 1958 proti Francii (2:2) odehrál osm utkání.
Po ukončení hráčské kariéry se stal trenérem.

## Statistika

### Klubová
| Sezóna             | Klub               | Liga               | Liga   | Liga | Ligové poháry | Ligové poháry | Ligové poháry | Kontinentální poháry | Kontinentální poháry | Kontinentální poháry | Celkem | Celkem |
| Sezóna             | Klub               | Soutěž             | Zápasy | Góly | Soutěž        | Zápasy        | Góly          | Soutěž               | Zápasy               | Góly                 | Zápasy | Góly   |
| ------------------ | ------------------ | ------------------ | ------ | ---- | ------------- | ------------- | ------------- | -------------------- | -------------------- | -------------------- | ------ | ------ |
| 1949/50            | Modena             | Serie B            | 5      | 0    | -             | 0             | 0             | -                    | 0                    | 0                    | 5      | 0      |
| 1950/51            | Modena             | Serie B            | 38     | 0    | -             | 0             | 0             | -                    | 0                    | 0                    | 38     | 0      |
| Celkem za Modenu   | Celkem za Modenu   | Celkem za Modenu   | 43     | 0    | -             | 0             | 0             | -                    | 0                    | 0                    | 43     | 0      |
| 1951/52            | Juventus           | Serie A            | 17     | 0    | -             | 0             | 0             | -                    | 0                    | 0                    | 17     | 0      |
| 1952/53            | Juventus           | Serie A            | 24     | 0    | -             | 0             | 0             | -                    | 0                    | 0                    | 24     | 0      |
| 1953/54            | Juventus           | Serie A            | 8      | 0    | -             | 0             | 0             | -                    | 0                    | 0                    | 8      | 0      |
| 1954/55            | Juventus           | Serie A            | 14     | 0    | -             | 0             | 0             | -                    | 0                    | 0                    | 14     | 0      |
| 1955/56            | Juventus           | Serie A            | 28     | 0    | -             | 0             | 0             | -                    | 0                    | 0                    | 28     | 0      |
| 1956/57            | Juventus           | Serie A            | 34     | 1    | -             | 0             | 0             | -                    | 0                    | 0                    | 34     | 1      |
| 1957/58            | Juventus           | Serie A            | 34     | 2    | IP            | 7             | 0             | -                    | 0                    | 0                    | 41     | 2      |
| 1958/59            | Juventus           | Serie A            | 32     | 2    | IP            | 2             | 0             | PMEZ                 | 2                    | 0                    | 36     | 2      |
| Celkem za Juventus | Celkem za Juventus | Celkem za Juventus | 191    | 5    | -             | 9             | 0             | -                    | 2                    | 0                    | 202    | 5      |
| 1959/60            | Janov              | Serie A            | 30     | 0    | IP            | 1             | 0             | -                    | 0                    | 0                    | 31     | 0      |
| 1960/61            | Janov              | Serie B            | 38     | 0    | IP            | 1             | 0             | -                    | 0                    | 0                    | 39     | 0      |
| Celkem za Janov    | Celkem za Janov    | Celkem za Janov    | 68     | 0    | -             | 2             | 0             | -                    | 0                    | 0                    | 70     | 0      |
| 1961/62            | Mantova            | Serie A            | 22     | 0    | -             | 0             | 0             | -                    | 0                    | 0                    | 22     | 0      |
| 1962/63            | Mantova            | Serie A            | 20     | 0    | -             | 0             | 0             | -                    | 0                    | 0                    | 20     | 0      |
| 1963/64            | Mantova            | Serie A            | 6      | 0    | -             | 0             | 0             | -                    | 0                    | 0                    | 6      | 0      |
| Celkem za Mantovu  | Celkem za Mantovu  | Celkem za Mantovu  | 48     | 0    | -             | 0             | 0             | -                    | 0                    | 0                    | 48     | 0      |
| 1964/65            | Ivrea              | Serie C            | 12     | 1    | -             | 0             | 0             | -                    | 0                    | 0                    | 12     | 1      |
| 1965/66            | Marsala            | IV Serie           | 5      | 0    | -             | 0             | 0             | -                    | 0                    | 0                    | 5      | 0      |
| Celkově            | Celkově            | Celkově            | 367    | 6    | -             | 11            | 0             | -                    | 2                    | 0                    | 380    | 6      |

### Reprezentační

#### Statistika na velkých turnajích
| Reprezentace | Rok     | Zápasy       | Zápasy | Zápasy   | Zápasy           | Zápasy           | Zápasy   |
| Reprezentace | Rok     | Fáze turnaje | Datum  | Soupeř   | Odehraných minut | Vstřelené branky | Výsledek |
| ------------ | ------- | ------------ | ------ | -------- | ---------------- | ---------------- | -------- |
| Itálie       | OH 1952 | Předkolo     | 16. 7. | USA      | 90               | 0                | 8:0      |
| Itálie       | OH 1952 | 1. kolo      | 21. 7. | Maďarsko | 90               | 0                | 0:3      |

## Úspěchy

### Klubové

#### Národní
- vítěz italské ligy (2x)

Juventus: 1951/52, 1957/58
- vítěz italský pohár (1x)

Juventus: 1958/59

### Reprezentační
- 1× na OH (1952)
- 2× na MP (1948–1953, 1955–1960)